# Stylidium lepidum
Stylidium lepidum är en tvåhjärtbladig växtart som beskrevs av Ferdinand von Mueller och George Bentham. Stylidium lepidum ingår i släktet Stylidium och familjen Stylidiaceae. Inga underarter finns listade i Catalogue of Life.